# Château de Besseuil
Le château de Besseuil est situé sur la commune de Clessé en Saône-et-Loire, au nord du village, à flanc de pente.

## Description
Le château de Besseuil est précédé à l'ouest d'une cour entourée de communs, à laquelle donne accès une porte cochère sans couvrement pourvue d'une belle grille, le château se compose d'un corps de logis rectangulaire sous une toiture à croupes de tuiles creuses. Il est flanqué à ses deux extrémités de pavillons de même hauteur. Au centre de la façade s'élève une tour d'escalier.
Au rez-de-chaussée, dans une vaste salle couverte d'un plafond à poutres apparentes à la française, se trouve une cheminée adossée dont les piédroits à volutes, ornés de motifs végétaux stylisés, portent un entablement bombé sur lequel est gravée la date de 1657, laquelle apparaît également dans le cartouche qui occupe le centre de la hotte droite qui le surmonte.
Dans le parc, à l'est du château, se trouve une chapelle du XVIIe siècle.
Le château est maintenant devenu un hôtel 4 étoiles possédant son restaurant gastronomique. Vignoble chardonnay AOC de quatre hectares.

## Historique
- 1590 : existence d'une seigneurie de Clessé appartenant aux chanoines de Saint-Pierre de Mâcon.
- 1595 : Antoine de l'Aubépin est seigneur de Clessé.
- Vers 1620 : affermage du domaine par François de Rébé, prévôt de Saint-Pierre.
- Milieu XVIe siècle : il est possédé par Pierre de Sagie de Mâcon, époux de Philiberte de Viard, qui, peut-être, fait bâtir une première habitation.
- 1646 : Archambaud de Chanuet, gendre des précédents, receveur de Mâcon, hérite du domaine ; un véritable château est construit, conservé dans cette famille jusqu'à la fin de l'Ancien Régime.
- Vers 1737 : profonds remaniements donnant son aspect actuel au château.
- XIXe siècle : Eugène Viollet-le-Duc qualifie le château de « petit bijou ».
- XXIe siècle : restauration complète du château entre mai 2005 et octobre 2007 sous la direction d’André Meillard, un architecte suisse.